# Julien Lyneel
Julien Lyneel est un joueur français de volley-ball né le 15 avril 1990 à Montpellier (Hérault). Il mesure 1,92 m et joue réceptionneur-attaquant. Il totalise 214 sélections en équipe de France.

## Biographie
Né à Montpellier dans une famille où tous les membres pratiquent le volley-ball, Julien décide de choisir le football ou il fait ses gammes à Castelnau-Le-Crès FC (Hérault). Très doué au milieu de terrain, il se fait remarquer rapidement par le Montpellier Hérault. Il joue à un niveau national au MHSC jusqu'à l'âge de 15 ans, puis il décide de changer pour le volley-ball dans le club local de Lattes. Jusqu'en 2010, il excellait autant sur les terrains de beach-volley qu’en salle, ce qui lui valut de remporter un titre national en beach-volley. À noter qu’il faisait partie de l'équipe junior française qui a remporté une médaille d'argent au championnat d'Europe en 2007. Il détient un Master 2 à l'École Supérieure de Commerce (Montpellier Business School).
Il subit une luxation à l'épaule droite en décembre 2020. Cette blessure l'amène à arrêter sa saison en club. Il fait son retour en équipe de France lors de la Ligue des nations 2021. Toujours gêné sur le plan physique, il est contraint de renoncer à terminer cette compétition ainsi que prétendre à une place dans l'équipe de France pour le tournoi olympique gagné par la France.
En 2024, il participe en duo avec Rémi Bassereau aux épreuves de Beach-volley lors des Jeux Olympiques de Paris 2024.

## Clubs
| Club               | De        | À         |
| ------------------ | --------- | --------- |
| Montpellier UC     | 2009-2010 | 2014-2015 |
| Resovia Rzeszów    | 2015-2016 | 2015-2016 |
| PRC Ravenne        | 2016-2017 | 2016-2017 |
| Shanghai GA        | 2017-2018 | 2017-2018 |
| Jastr. Węgiel      | 2018-2019 | 2019-2020 |
| CS Vibo Valentia   | 2020-2021 | 2020-2021 |
| Montpellier HSC-VB | 2021-2022 | 2021-2022 |

## Palmarès

### En sélection nationale
- Ligue mondiale (2)
  -  : 2015, 2017.
  -  : 2016.
- Ligue des nations
  -  : 2018.
- Championnat d'Europe (1)
  -  : 2015.
- Mémorial Hubert Wagner
  -  : 2017.
  -  : 2015, 2018.

### En club
- Championnat de France
  - Vainqueur : 2022.
- Coupe de Pologne
  - Finaliste : 2019.
- Championnat de Chine (1)
  - Vainqueur : 2018.
- Championnat de Pologne
  - Finaliste : 2016.
  - Troisième : 2019.
- Supercoupe de Pologne
  - Finaliste : 2015.
- Coupe de France
  - Finaliste : 2010.
- Championnat de France beach-volley (1)
  - Vainqueur : 2010.

### Distinctions individuelles
Néant

## Vie privée
En janvier 2016, Julien Lyneel est en couple avec Manon, ex candidate de Koh Lanta.